# Heinrich Paal
Heinrich Paal (Rakvere, 26 agosto 1895 – 20 settembre 1942) è stato un calciatore estone, di ruolo attaccante.

## Carriera

### Club
Ha sempre giocato nel campionato estone.

### Nazionale
Con la Nazionale ha partecipato alle Olimpiadi nel 1924.